# Буторин, Юрий Сергеевич
Юрий Сергеевич Буторин (род. 27 августа 1980) — российский актёр и театральный режиссёр.

## Биография
Родился 27 августа 1980 года. В 2002 году окончил Высшее Театральное училище имени М. С. Щепкина (курс В. М. Бейлиса и В. Н. Иванова) и был принят в труппу театра «Et cetera» п/р А.Калягина.
В 2007 году был принят в стажёрскую труппу театра Мастерская Петра Фоменко, в 2010 — в основную труппу.
В 2010 году дебютировал в качестве автора инсценировки и композиции спектакля «Рыжий».

## Театр

### Студенческие работы
- «Варвары» М. Горького — доктор Макаров
- «Страх № 1» Э. Де Филиппо — Антонио
- «Маугли. Версия» по произведению Р. Киплинга — Коршун
- «Женитьба Бальзаминова» А. Н. Островского — Чебаков
- «Несравненный Наконечников» А. Вампилова — Наконечников

### Et cetera
- «Барабаны в ночи» — Пьяный брюнет
- «Король Убю». Режиссёр: А. Морфов — Князь Витебский, прохожий, пловец, парашютист
- «Люсьет Готье, или Стреляй сразу!». Режиссёр: А. Морфов — Ватлэн
- «Морфий» М.Булгакова. Режиссёр: В. Панков — Хор
- «Смерть Тарелкина» А.Сухово-Кобылина. Режиссёр: О. Коршуновас — Тень Расплюева, Крестьян Крестьянович, чиновники, кредиторы, дети Брандахлыстовой, тени
- «Тайна тетушки Мэлкин». Режиссёр: А. Серов — Принц
- «Шейлок». Режиссёр: Р. Стуруа — Ланчелот Гоббо, Свита принца Марокканского
- «Игра снов». Режиссёр: Г. Дитятковский

### Мастерская Петра Фоменко
- «Рыжий» Б.Рыжего — Рыжий у общаги, Рыжий в промзоне
- «Сказка Арденнского леса» Ю. Кима (Музыкальное представление в двух частях по канве пьесы У. Шекспира «Как вам это понравится»). Режиссёр: П. Фоменко — Оливер Дюбуа
- «Улисс» Дж. Джойса. Режиссёр: Е. Каменькович — Стивен Дедал
- «Алиса в зазеркалье» Л. Кэрролла. Режиссёр: И.Поповски — Черный Конь, Кондуктор, Черепаха Квази, За и Атс
- «Безумная из Шайо» Жан Жироду Восстановленный спектакль П. Н. Фоменко — Человек без имени

#### Режиссёрские работы в МПФ
- «Рыжий» Б. Рыжего
- «Русский человек на rendez-vous»
- «Заходите-заходите»

### Театр Елены Камбуровой
- «Капли датского короля». Режиссёр: И. Поповски

## Кино
- 2004 — «Папа». Режиссёр: В. Машков. — студент в общежитии
- 2006 — «Знаки любви». Режиссёр: В. Мирзоев  — Серый
- 2020 — «Портрет незнакомца». Режиссёр: С. Осипьян — Олег